# Teleac (okręg Alba)
Teleac – wieś w Rumunii, w okręgu Alba, w gminie Ciugud. W 2011 roku liczyła 401 mieszkańców.